# 伯克兰-艾德法

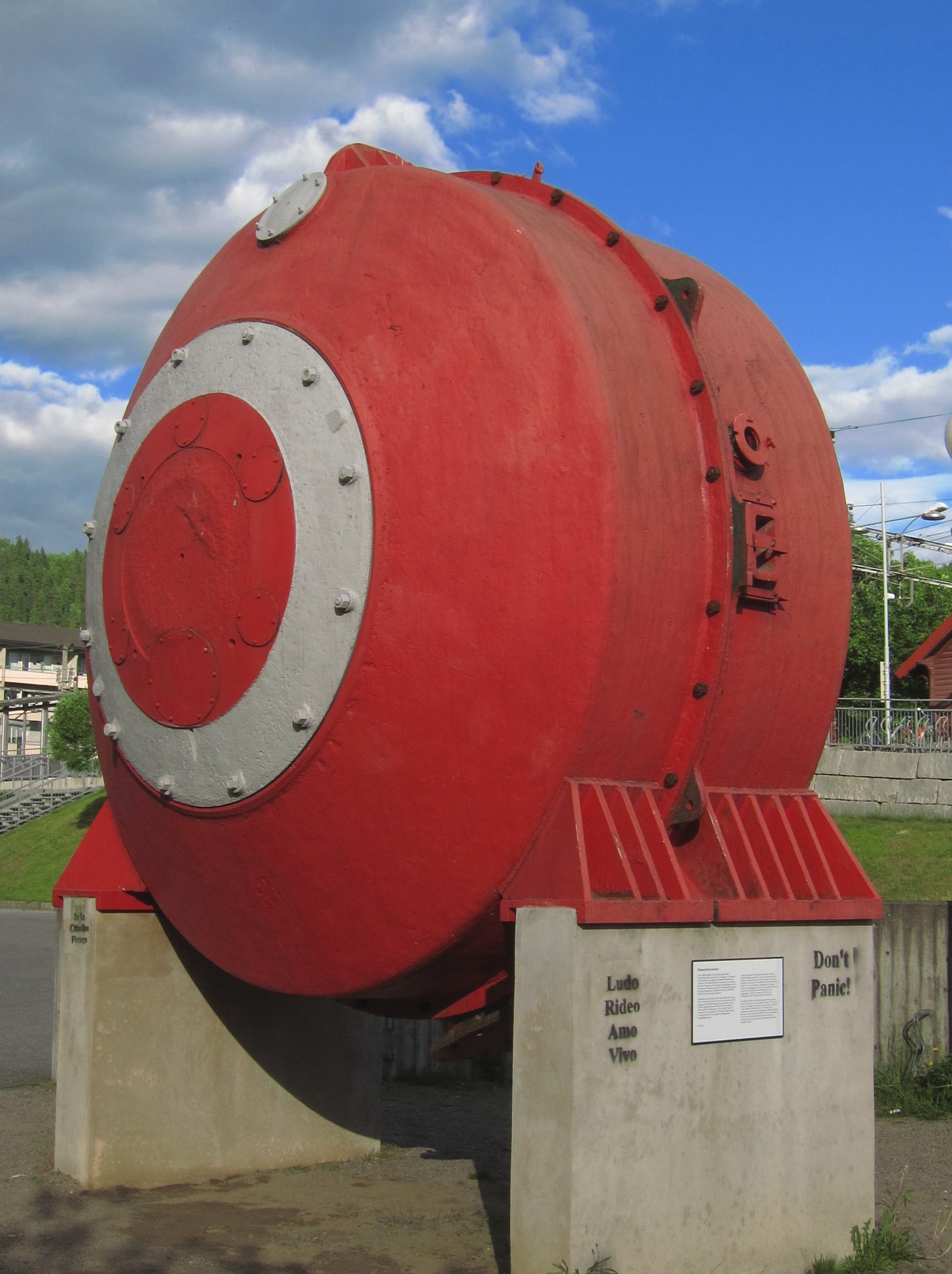
应用伯克兰-艾德法的反应器，功率3000 kW，1916-1940年用于留坎的化工厂，现展览于挪威科学技术博物馆外

伯克兰-艾德法（挪威語：Birkeland-Eyde-prosessen）曾是化学工业中一种硝酸的制备方法，主要用于氮肥生产。它是一种由多个步骤组成的固氮过程：高压电弧使大气中的氮气（N2）与氧气（O2）在3000 °C高温中结合产生氮氧化物（NOx）；二氧化氮（NO2）在水中溶解得到硝酸（HNO3）；硝酸最终作为氮肥的生产原料，是硝酸盐的来源。
本方法由挪威科学家克里斯蒂安·伯克兰研发，并与工业家山姆·艾德于1903年合作投产，建立在1780年代亨利·卡文迪什发现的化学现象的基础之上。在哈伯法与奥斯特瓦尔德法发明后，本方法因能效低、耗电大，在1910-1920年代间逐渐淘汰。

## 反应

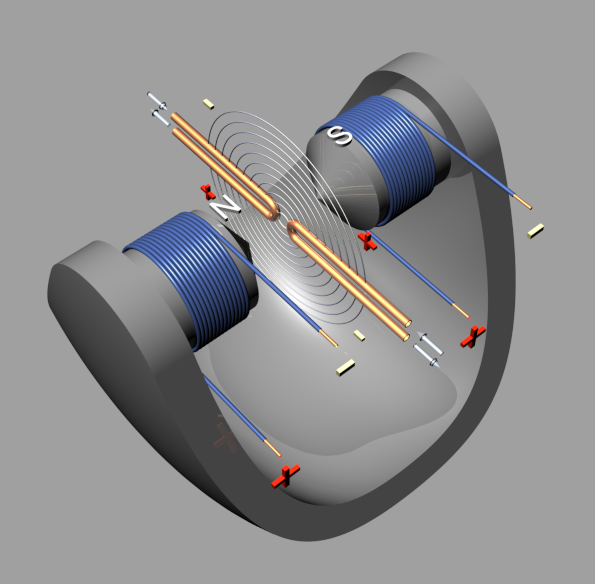
装置示意图，水冷电极与电磁铁产生碟片形等离子体

反应装置核心是一个火花隙，因此有时也称电弧炉。它的两个电极由铜管制成，具有同轴式结构，采用水冷散热。两电极间施加电压5 kV、频率50 Hz的高压交流电，使火花隙反复快速放电，产生电弧。在电极周围，还使用与电极方向垂直的电磁铁施加一个静磁场，它产生的洛伦兹力会将电弧拉伸为碟形薄片。
碟片形电弧是温度大于3000 °C的等离子体。当空气吹过电弧时，在高温下，氮气氧化产生一氧化氮。在自然界中，大气中的闪电也能产生相同的化学反应，是可溶性硝酸盐的一个来源。此外，原则上也可以使用火焰、电热铂导线、普通电弧作为热源——但效果不佳，不适合工业上大规模生产。伯克兰-艾德的碟片形电弧不但能与空气充分接触，还大幅提升了反应器的功率上限。用这种方法产生的碟片形电弧直径可达2米，发出太阳般的耀眼光芒。
{\displaystyle {\ce {N2 + O2 -> 2NO}}}

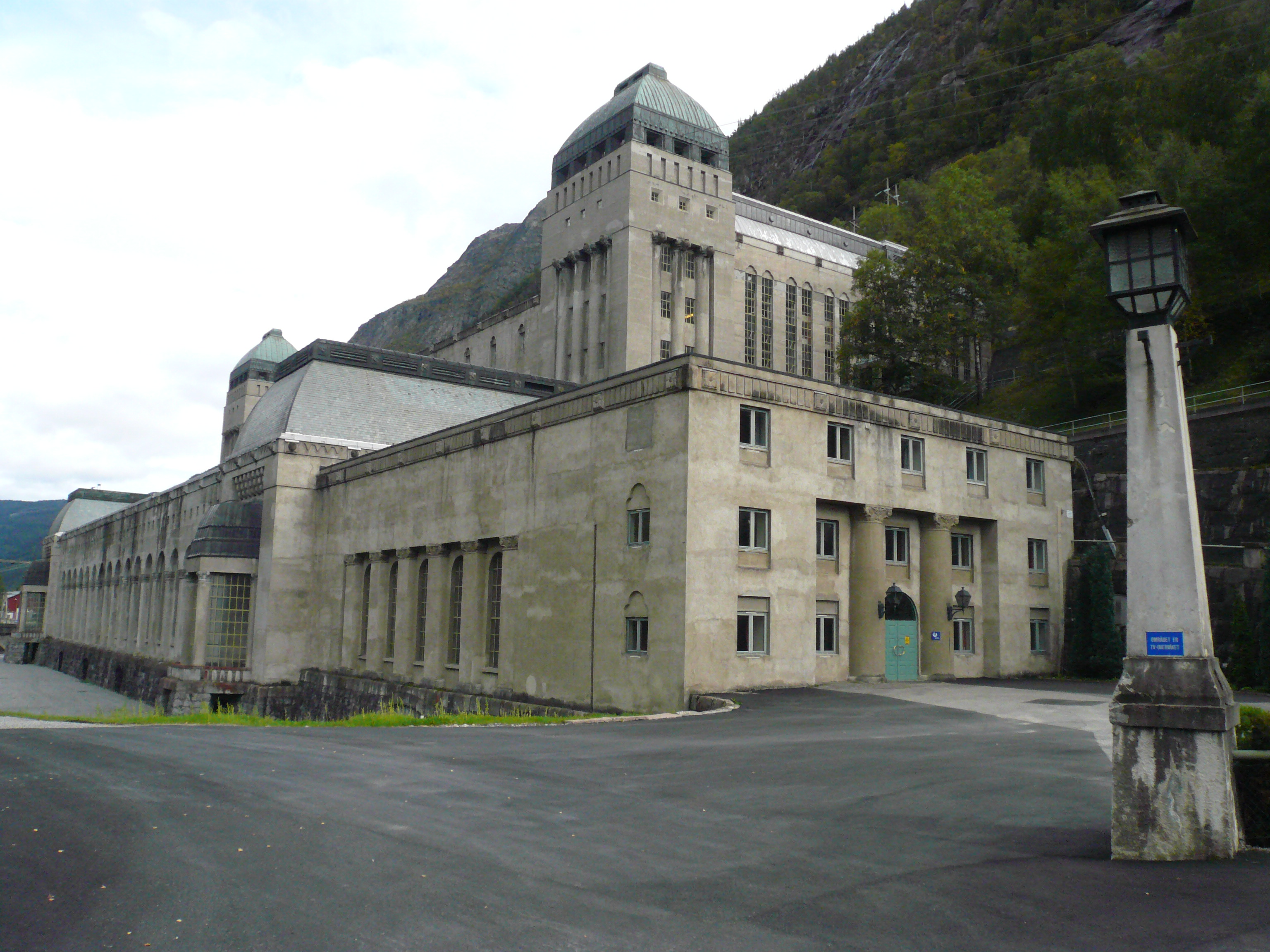
建于萨海姆水力发电站（Såheim Hydroelectric Power Station）后方的反应器二号建筑，其中曾装有35个伯克兰-艾德反应器，每个功耗达3000 kW

此反应速率在低温时非常缓慢，因此必须在高温下进行，降低温度会使产量下降。20世纪初实验表明，温度大于2000 °C时，反应速率“极快”，但在1000 °C时却会“缓慢到难以测量”。通过精心控制电弧的能量与气流的流速，在3000 °C时可产生4%-5%的一氧化氮。本反应能耗极高，生产一吨硝酸需要消耗15兆瓦时（15,000千瓦时）的电能，1kWh电能仅能生产60g硝酸。伯克兰的化工厂供电需要依靠附近的水力发电厂。
高温一氧化氮随后冷却，与大气中的氧产生二氧化氮。此反应所需时间取决于空气中NO的浓度，浓度为1%时需要180秒，浓度为6%时需要40秒，产率为90%.
{\displaystyle {\ce {2 NO + O2 -> 2 NO2}}}
接着，用水溶解二氧化氮产生硝酸。最后用分馏法进行提纯。
{\displaystyle {\ce {3 NO2 + H2O -> 2 HNO3 + NO}}}
吸收过程的设计对整个系统的效率至关重要。二氧化氮要通过一系列四层楼高的填料塔或板式塔，产生40-50%的硝酸（高于此浓度时，吸收速率骤降）。第一座吸收塔让气泡状的二氧化氮穿过水与不发生反应的石英碎片。当达到最终浓度后，硝酸会转移到一个花岗岩制成的容器中，塔中液体被第二座吸收塔中更稀的酸液替代。这个移动过程如此反复，气体与液体向相反的方向转移，最后一座吸收塔需要不断补充淡水。此时约20%的氮氧化物仍未反应，因此最末尾的吸收装置中含有碱性的石灰溶液，将剩余的氮氧化物转化为硝酸钙（又称挪威硝石），但仍有约2%的氮氧化物释放到空气中。
硝酸是生产氮肥所需的硝酸盐离子NO3−的来源，化学式为：
{\textstyle {\ce {HNO3 + H2O -> H3O+ + NO3-}}}
此反应可在水或另一种质子受体中进行。

## 历史
1781年，英国化学家亨利·卡文迪什在过量空气中燃烧氢，发现产生的水中含有硝酸。1785年，卡文迪什用电火花隙进一步研究发现，如果能量与氧气供应充足，空气中的氮气可全部氧化为硝酸，但仍有约1/120的少量气体不反应。1894年，瑞利勋爵重复了卡文迪什的实验，最终与威廉·拉姆齐爵士合作发现了稀有气体氩，同时也研究了能量输入与硝酸产出的关系。
为提高产量与效率，后人从大量实验中得到了一系列结论：本化学反应的本质是氮气的氧化，是需要在高温下进行的未催化吸热反应；温度应大于2000度，而且一氧化氮必须能快速冷却；原则上可以使用任何一种热源，包括火焰、铂电热丝、电弧。之所以使用电弧，是因为火焰的高温区大小有限，使空气难以充分穿过，也不能迅速开关使气体有效冷却，而铂电热丝无法在金属熔点之上工作；研究还发现使用高频交流电、高阻抗、低电流时效果最佳。低电流意味着难以提升反应器功率与产能。
1902年，美国人查尔斯·S·布拉德利（Charles S. Bradley）与迪米特·R·洛夫乔伊（Dimmitt R. Lovejoy）发明了一种具有多组小电极的圆形旋转火花隙反应器，他们申请了专利，成立大气产品公司（Atmospheric Products Co.），在纽约州尼亚加拉瀑布附近建立了一家小型化工厂。两人希望用廉价的水电资源支持生产，然而公司在商业上并不成功，仅两年后就停止运作，主要原因是产能低。在挪威，刚创刊不久的《电化学工业》发表了两人的研究成果。伯克兰看到这篇文章后，认为自己的单一碟形大电弧方案要优于多个小电弧。
碟形电弧装置最初由德国物理学家尤利乌斯·普吕克在1861年发明。在该实验中，普吕克在火花隙周围放置U型电磁铁，使电磁铁与电极两端方向互相垂直，得到了碟片形电弧。随后瓦尔特·能斯脱等人也重复了类似的实验。伯克兰将其工业化，从而克服了电流限制，解决了反应器的功率问题，使大规模生产实用化。使用电弧的灵感，来自他之前在实验中发生短路的线圈炮发明。

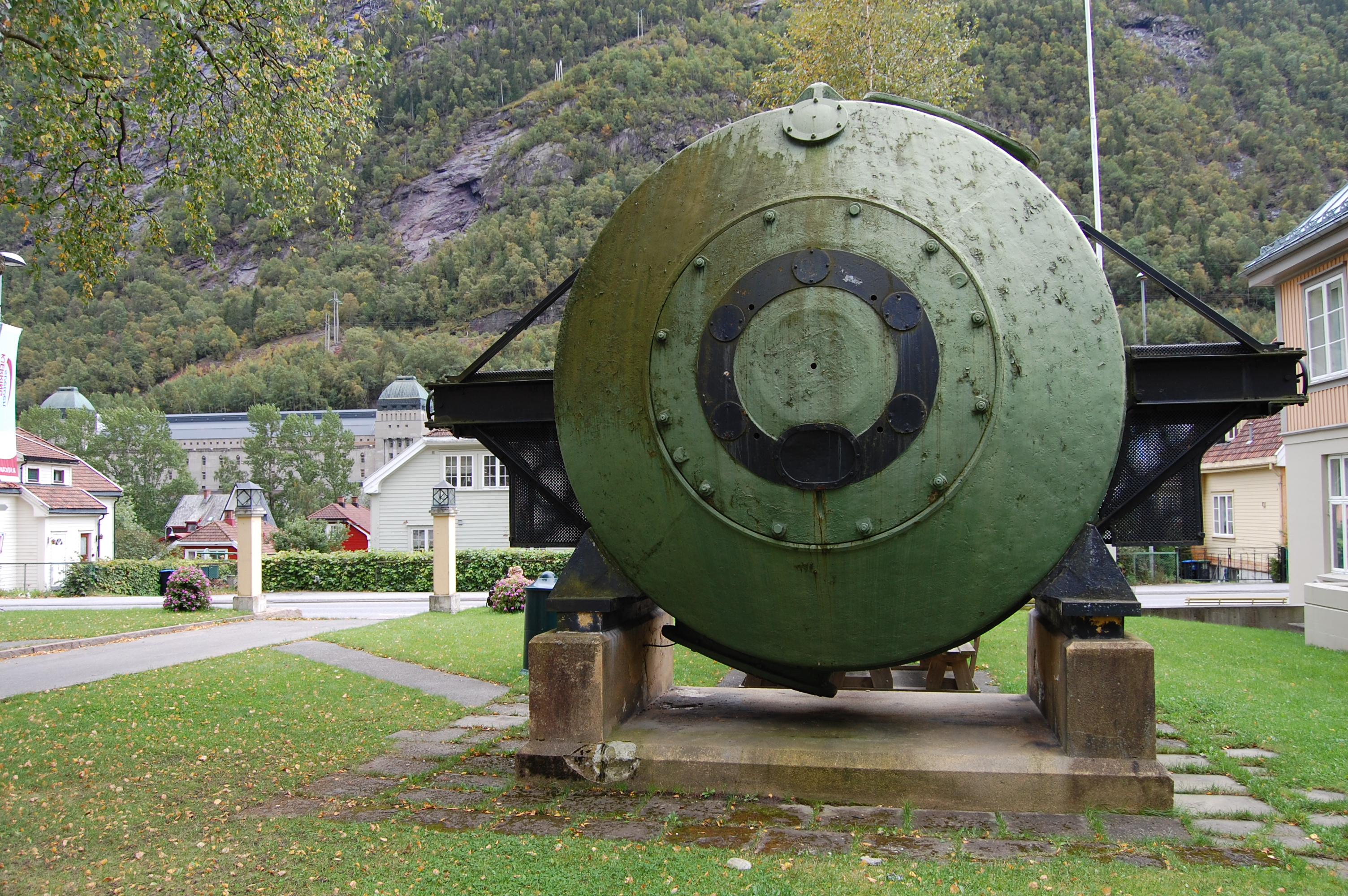
曾在1912-1940年安装在留坎的反应器，目前为公园展品

挪威的两个城镇留坎、诺托登曾建有使用此工艺的化工厂，并依靠附近的水力发电厂供电。1908年，诺托登工厂的固氮产量达7000吨；留坎的化工厂则是后来建成，年产量28000吨。相比后来的新方法，伯克兰-艾德法能效低、耗电大。在哈伯法与奥斯特瓦尔德法发明后，本方法在1910-1920年代间被挪威工业逐渐淘汰。今日，这两个城镇的工厂成为留坎-诺托登工业遗址，被联合国教科文组织收录于《世界遗产名录》。
在现代化工中，哈伯法使氢气（H2）与大气中的氮气（N2）发生反应，转化为氨（NH3）。其中的氢气通常来自甲烷（CH4），使用蒸汽重整制备。奥斯特瓦尔德法随后将氨转化为硝酸（HNO3）。